# Cyttarophyllopsis cordispora
Cyttarophyllopsis là một chi nấm trong họ Bolbitiaceae. Đây là chi đơn loài, chứa một loài Cyttarophyllopsis cordispora.